# Stempel płytki (numizmatyka)
Stempel płytki - w numizmatyce określenie odnoszące się do bicia monety w efekcie którego wszystkie elementy rysunku nieznacznie wystają ponad jej tło.
Przeciwnym określeniem do stempla płytkiego jest stempel głęboki.
Monety obiegowe w dużej większości bite są stemplem płytkim ze względu na masowość nakładów, co istotnie jest związane z żywotnością stempli menniczych. Zazwyczaj określenia stempel płytki w stosunku do monety używa się w celu odróżnienia jej od innej monety wybitej stemplem głębokim.